# Marquesado de Velilla de Ebro

Escudo de Velilla de Ebro, provincia de Zaragoza.

El marquesado de Velilla de Ebro es un título nobiliario español creado el 23 de abril de 1892 por el rey Alfonso XIII a favor de José María Jordán de Urríes y Ruiz de Arana, VII marqués de San Vicente, quien era hijo de Juan Nepomuceno Jordán de Urríes y Salcedo, V marqués de Ayerbe y de Juana Ruiz de Arana y Saavedra.
Su denominación hace referencia al municipio de Velilla de Ebro, provincia de Zaragoza.

## Marqueses de Velilla de Ebro
|                           | Titular                                     | Periodo                   |
| Creación por Alfonso XIII | Creación por Alfonso XIII                   | Creación por Alfonso XIII |
| ------------------------- | ------------------------------------------- | ------------------------- |
| i                         | José María Jordán de Urríes y Ruiz de Arana | 1892-1936                 |
| ii                        | Pedro Jordán de Urríes y Patiño             | 1936-                     |
| iii                       | Pedro Jordán de Urríes y de Rivera          | 1969-                     |
| iv                        | Pedro Jordán de Urríes y de la Vega         | 1995-actual titular       |

## Historia de los marqueses de Velilla de Ebro
- José María Jordán de Urríes y Ruiz de Arana (1857-1936), i marqués de Velilla de Ebro, vii marqués de San Vicente (rehabilitado en 1912), viii marqués de Villafranca de Ebro (de 1878 a 1891, en que se otorgó a otro titular por resolución de litigio), xv barón de la Peña (rehabilitado en 1921).

Casó con María del Patrocínio Patiño y Mesa, ii marquesa de Villafiel. Le sucedió, su hijo:
- Pedro Jordán de Urríes y Patiño, ii marqués de Velilla de Ebro.

Casó con Beatriz de Rivera Corsini. Le sucedió, en 1969,  su hijo:
- Pedro Jordán de Urríes y de Rivera (1920-.), iii marqués de Velilla de Ebro.

Casó con María Luisa Enriqueta de la Vega. Le sucedió, en 1995, su hijo:
- Pedro Ignacio Jordán de Urríes y de la Vega (n. en 1946), iv marqués de Velilla de Ebro.

Casó con Gloria Gutiérrez Cantó.